# Guarbecque Churchyard
Guarbecque Churchyard is een begraafplaats gelegen in de Franse plaats Guarbecque (Pas-de-Calais). De militaire graven worden onderhouden door de Commonwealth War Graves Commission.
De begraafplaats telt 11 geïdentificeerde Gemenebest graven, waarvan 9 uit de Eerste Wereldoorlog en 2 uit de Tweede Wereldoorlog.